# TLC: Tables, Ladders & Chairs (2012)
WWE TLC: Tables, Ladders & Chairs (2012) — четвёртое в истории шоу TLC, PPV-шоу, производства американского рестлинг-промоушна WWE. Шоу прошло 16 декабря 2012 года в «Барклайс-центре» в Бруклине, Нью-Йорк, США. Шоу представили бренды Raw и SmackDown!.

## Поединки
| Pre-Show                         | Наоми выиграла королевскую битву див                                                                                          | Королевский бой из 9 див за право быть претенденткой на титул Чемпионки Див                                      | 5:47  |
| 1                                | Команда Rhodes Scholars (Коди Роудс и Дэмиэн Сэндоу) победили Рея Мистерио и Син Кару                                         | Командный поединок со столами за право быть претендентами на титул Командных чемпионов WWE                       | 9:30  |
| 2                                | Антонио Сезаро (c) победил R-Truth                                                                                            | Одиночный поединок за титул Чемпиона Соединенных Штатов                                                          | 6:39  |
| 3                                | Кофи Кингстон (с) победил Уэйда Барретта                                                                                      | Одиночный поединок за титул Интерконтинентального чемпиона                                                       | 8:14  |
| 4                                | «Щит» (Дин Эмброус, Сэт Роллинс и Роман Рейнс) победили Райбека и Команду «Hell No» (Кейн и Дэниел Брайан)                    | Командный поединок три на три со столами, лестницами и стульями Победу можно получить удержанием или подчинением | 22:46 |
| 5                                | Ив (с) победила Наоми | Одиночный поединок за титул Чемпионки Див                                                                        | 3:07  |
| 6                                | Биг Шоу (с) победил Шимуса | Одиночный поединок со стульями за титул Чемпиона Мира в тяжёлом весе                                             | 14:17 |
| 7                                | Альберто Дель Рио, Миз и Бруклинский Дебошир (с Рикардо Родригесом) победили 3MB (Хит Слейтер, Джиндер Махал и Дрю МакИнтайр) | Командный поединок три на три                                                                                    | 3:24  |
| 8                                | Дольф Зигглер (c) победил Джона Сину                                                                                          | Одиночный поединок с лестницами за кейс Money in the Bank                                                        | 23:15 |
| (c) — Чемпион на момент поединка | | |       |

1. ↑  Участницы битвы: Кэмерон, Наоми, Кейтлин, Тамина Снука, Наталья, Алиша Фокс, Роза Мендес, Аксана , Лэйла